# 未來 (專輯)
《未來》（英語：Future）是台灣創作歌手黃少谷個人首張全創作錄音室專輯作品。
專輯於2017年10月2日上架線上數位音源，10月13日發行實體專輯。 

## 概念
未來的我們會是怎麼樣？

時間將會造就獨一無二的你
「如果未來將會是一場夢，那人應該要做一個偉大的夢！」
現在的你，決定未來的模樣

專輯《未來》邀請每位曾在人生迷途中掙扎的人

一起下定決心作一場偉大的夢！

## 曲目
| 曲序 | 曲目                            | 编曲                 | 备注                                              | 时长 |
| ---- | ------------------------------- | -------------------- | ------------------------------------------------- | ---- |
| 1.   | 人工智慧 AI                     | 黃少谷               |                                                   | 3:47 |
| 2.   | 忘了哭 Forgeting How To Cry     | 黃少谷               |                                                   | 4:52 |
| 3.   | 我們都需要時間 About Time       | 黃少谷               |                                                   | 4:47 |
| 4.   | 我想要一直就在你身邊 Your Side  | 黃少谷               | 網路電影【浪花嬌娃之怒海神拳】插曲                | 4:47 |
| 5.   | 光合作用 Photosynthesis         | 黃少谷               | feat. 丁噹 、網路電影【浪花嬌娃之怒海神拳】主題曲 | 4:12 |
| 6.   | 祝你幸福 Wish You Happiness     | 黃少谷               | 台語歌曲                                          | 4:22 |
| 7.   | 神偷 Brilant Thief              | 黃少谷               | 網路電影【浪花嬌娃之怒海神拳】插曲                | 3:58 |
| 8.   | 南柯一夢 An Empty Dream         | 黃少谷               |                                                   | 3:52 |
| 9.   | 當初的自己 The Way We Use To Be | 黃少谷               |                                                   | 4:24 |
| 10.  | 未來 Future                     | Ruby Fatale 、黃少谷 |                                                   | 4:12 |

## 音樂錄影帶
- 專輯 前導預告－謝謝你找到我，我是黃少谷
- 專輯 前導預告－專輯製作花絮篇 Ⅰ
- 專輯 前導預告－專輯製作花絮篇 Ⅱ
- 首波主打歌－忘了哭 （页面存档备份，存于） [6]
- 光合作用 （页面存档备份，存于） [7] [8]
- 祝你幸福 （页面存档备份，存于） [9] [10]
- 未來 （页面存档备份，存于） [11]
- 當初的自己 （页面存档备份，存于）

## 製作訊息
（來源：實體專輯歌詞本）

| - 製作：轉轉轉工作室 - 制作人：黃少谷 - 錄音：黃少谷 - 混音：黃士 - 母帶後期處理製作人：黃少谷、黃士 - 母帶後製處理製作：方頭 | - 發行：喜歡音樂 - 監製：陳子鴻 - 行政統籌、經紀執行：邱芷玲 |

| 1. 人工智慧 AI - 作詞：黃少谷 - 作曲：黃少谷 - 编曲：黃少谷 - Program：黃少谷 2. 忘了哭 Forgetting How To Cry - 作詞：黃少谷 - 作曲：黃少谷 - 编曲：黃少谷 - 和聲編寫：Cola Kai - 爵士鼓：張至東 - Program：黃少谷 3. 我們都需要時間 About Time - 作詞：黃少谷 - 作曲：黃少谷 - 编曲：黃少谷 - 爵士鼓：張至東 - 貝斯：Cola Kai - 電吉他：蔡承廷 4. 我想要一直就在你身邊 Your Side - 作詞：黃少谷 - 作曲：黃少谷 - 编曲：黃少谷 - 和聲編寫：阿火 - 爵士鼓：張至東 - 貝斯：小柏 - 電吉他：蔡承廷、黃少谷 | 5. 光合作用 Photosynthesis - 作詞：黃少谷 - 作曲：黃少谷 - 编曲：黃少谷 - 特別演唱：丁噹 - 爵士鼓：張至東 - 貝斯：小柏 - 電吉他：蔡承廷 - Keyboard：安西 - Program：黃少谷 6. 祝你幸福 Wish You Happiness - 作詞：黃少谷 - 作曲：黃少谷 - 编曲：黃少谷 - 和聲編寫：阿火 - 貝斯：Cola Kai - 電吉他：蔡承廷、黃少谷 - Program：黃少谷 7.神偷 Brilliant Thief - 作詞：黃少谷 - 作曲：黃少谷 - 编曲：黃少谷 - 爵士鼓：張至東 - 貝斯：Cola Kai - 木吉他：Cola Kai - 電吉他：蔡承廷 - Program：Cola Kai、黃少谷 | 8. 南柯一夢 An Empty Dream - 作詞：黃少谷 - 作曲：黃少谷 - 编曲：黃少谷 - 爵士鼓：張至東 - 木吉他：蔡承廷 - 貝斯：林奕勳 9. 當初的自己 The Way We Use To Be - 作詞：黃少谷 - 作曲：黃少谷 - 编曲：黃少谷 - 和聲：阿邦、黃少谷、黄士 - 電吉他：蔡承廷、黃少谷 - 木吉他：蔡承廷 - 大提琴：吳懿庭 - Program：黃少谷 10. 未來 Future - 作詞：黃少谷 - 作曲：黃少谷 - 编曲：Ruby Fatale、黃少谷 - 和聲編寫：黃少谷 - 木吉他：蔡承廷 - Program：Ruby Fatale、黃少谷 |

## Live Band
由吉他手－棒子（趙偉傑）、鍵盤手－K-tone（張凱棠）、Bass手－小秉（吳秉和）、鼓手－彭湖（彭胡傑）組成本獸樂團，參與專輯宣傳與商演活動演出。